# Marc Olsen
Marc Olsen (født 15. januar 1986) er en dansk tidligere professionel fodboldspiller i henholdsvis Brøndby IF, SønderjyskE og Hvidovre IF. Han er søn af den tidligere professionelle fodboldspiller Fernando Olsen.[kilde mangler]
Marc Olsen er uddannet bachelor på Københavns Universitet i nationaløkonomi. Han har været pokerspiller og blandt verdenseliten i en årrække i Backgammon, Han har udgivet følgende 2 bøger: From basics to badass samt Pure Strategy.[kilde mangler]
I dag er han bosat i Malaga, Spanien. Han skriver bøger og ejer og driver en konsulentvirksomhed.[kilde mangler]